# Christophe Caresche
Christophe Caresche, né le 2 septembre 1960 à Arcachon (Gironde), est un homme politique français. Il est membre du Parti socialiste et est entre 1997 et 2017 député de Paris.

## Biographie
Diplômé de l'Institut d'études politiques de Grenoble, proche de Daniel Vaillant, il est élu député en 1997 dans la 18e circonscription de Paris (ouest du 18e arrondissement). Il rejoint Bertrand Delanoë en 2001 et devient adjoint au maire chargé de l'organisation du Conseil de Paris, de la sécurité et de la prévention.
Dans le contexte de l'incarcération  et de l'extradition éventuelle de l'écrivain et ancien terroriste italien Cesare Battisti en février 2004, le conseil de Paris adopte en mars de la même année sa proposition faite en tant que représentant de l'Exécutif de le placer "sous la protection" de la ville de Paris. En 2019, Cesare Battisti reconnaîtra avoir participé à deux assassinats et en avoir commandité deux autres.
À l'Assemblée nationale, il est notamment chef de file du groupe socialiste sur la « loi RESEDA » relative au droit des étrangers en France, rapporteur de la loi sur le droit de vote des ressortissants européens aux élections municipales et européennes, auteur du rapport sur les forces de sécurité en Corse et vice-président de la commission d'enquête sur l'affaire d'Outreau. Il est également l'auteur d'une proposition de loi sur la pénalisation des clients de la prostitution.
En août 2006, il annonce son soutien à Ségolène Royal dans le cadre de la campagne interne du PS pour l'élection présidentielle de 2007. Il se démarque ainsi de Bertrand Delanoë, fidèle supporter de Lionel Jospin. En octobre 2006, il publie Prison, peine perdue : Pour une autre politique de sécurité et de justice.
Candidat à sa succession aux élections législatives des 10 et 17 juin 2007, il obtient 37,7 % des voix contre 29,6 % à Jeannette Bougrab (UMP) au premier tour. Il est finalement réélu le 17 juin 2007 avec 63,29 % des voix.
Lors du Congrès de Reims du PS, de novembre 2008, il présente l'une des cinq motions, la motion B (Pôle écologique), intitulée « Pour un Parti socialiste résolument écologique ». Mettant en avant la notion de « socialisme écologique » et « d'humanisme écologique », celle-ci insiste sur la solidarité entre « l'urgence sociale » et « l'urgence écologique » et propose « la conquête de nouveaux droits sociaux et écologiques ». Elle propose de « consacrer les quatre milliards d’euros que coûterait chaque centrale nucléaire EPR aux économies d’énergie et aux énergies renouvelables », ainsi qu'une modification de la politique de transports ainsi que d'aménagement du territoire afin de réduire les temps et les coûts énergétiques des transports. La motion propose de soutenir la recherche, en particulier en ce qui concerne le développement durable, ainsi qu'une réforme du système des brevets, s'opposant en particulier aux brevets sur le vivant. Il est, durant cette mandature, vice-président du groupe socialiste à l'Assemblée nationale, chargé des questions européennes.
Dans la campagne présidentielle de François Hollande, il est chargé des relations avec les parlements nationaux des pays membres de l'Union Européenne. En 2012, il se présente à sa propre succession aux élections législatives dans la 18e circonscription de Paris. Il se fait remarquer durant la campagne par une vidéo interactive intitulée CareschExperience qui contient à la fois une présentation de son programme et des séquences humoristiques et décalées (le changement avec Francis Hollande, yogi qui nous propose de changer de posture, une « quiche lorraine »…). Il arrive en tête du premier tour 45,21 % des voix, devant le candidat de l'UMP Pierre-Yves Bournazel (22,88 %). Il est réélu le 17 juin avec 69,21 % des voix contre 30,79 % à Pierre-Yves Bournazel.
Le quotidien Libération le décrit comme proche des acteurs économiques immobiliers opposés à la loi Duflot. De fait, le 16 octobre 2014, il s'oppose à l'amendement de ses collègues Daniel Goldberg et François Pupponi sur une taxe supplémentaire sur les transactions immobilières de plus de 10 000 euros le mètre carré.
Après les attentats perpétrés à Paris et à Saint-Denis, le 13 novembre 2015, le président de la République, François Hollande, ayant déclaré devant le Parlement réuni en Congrès à Versailles, le 16 novembre, que le gouvernement proposerait aux parlementaires le vote d'une loi permettant « de déchoir de sa nationalité française un individu condamné pour une atteinte aux intérêts fondamentaux de la Nation ou un acte de terrorisme, même s’il est né français », M. Caresche a dit être favorable à la déchéance de nationalité pour les terroristes,. En conséquence, il fait partie des 119 députés socialistes (alors que 92 ont voté contre et 2 se sont abstenus) à adopter l'article 2 du projet de loi constitutionnelle prévoyant d’inscrire dans la Constitution la déchéance de nationalité pour les personnes condamnées pour terrorisme, le 9 février 2016.
Il est l'un des fondateurs du mouvement « Le pôle réformateur », proche des idées de Manuel Valls, et un des créateurs d'une association destinée à en financer les activités.
Il annonce en octobre 2016 qu'il ne sera pas candidat à un nouveau mandat lors des élections législatives de 2017. Il soutient sa suppléante Myriam El Khomri pour lui succéder.
Le 26 février, il annonce son soutien à Emmanuel Macron, candidat En marche ! à l'élection présidentielle de 2017. Il critique par ailleurs le candidat désigné par le PS, Benoît Hamon, qui selon lui « amène le parti à se radicaliser, à se déporter vers une gauche '"mouvementiste"' et protestataire, qui ne sera pas en capacité d'assumer les responsabilités du pouvoir ». Il démissionne de son mandat de député le 26 avril 2017.
À la suite de son départ de la vie politique, il prend la direction d'une filiale de la Caisse des dépôts et consignations, Tonus Territoires  .
En novembre 2020, il est nommé président du Conseil supérieur de la construction et de l'efficacité énergétique par Emmanuelle Wargon, en remplacement de Thierry Repentin.
En 2022, l'enquête des Uber Files le présente comme un « VRP d’Uber auprès de ses collègues, [attaché à] faire remonter les demandes de la multinationale auprès d’Emmanuel Macron et de Manuel Valls ». Il joue à partir de 2015 un rôle important dans le lobbying de l'entreprise auprès de parlementaires.

## Mandats

### Mandats locaux
- 23/03/1992 – 08/07/1997 : membre du conseil régional d'Île-de-France
- 19/06/1995 – 18/03/2001 : membre du conseil d'arrondissement du 18e arrondissement de Paris (adjoint au maire du 18e)
- 19/06/1995 – 18/03/2001 : membre du conseil de Paris
- 18/03/2001 - 09/03/2008 : membre du conseil de Paris (adjoint au maire de Paris)

### Mandats nationaux
- 01/06/1997 – 26/04/2017 : député de la 18e circonscription de Paris[23] (réélu en 2002, 2007 et 2012)